# 大阪の女 (島谷ひとみの曲)
「大阪の女」（おおさかのおんな）は、島谷ひとみが1999年7月28日にavex traxより 8cm CD (AVDD-20330) と カセットテープ (AVSD-20331)にて発売したデビューシングル。

## 概要
『紳助の人間マンダラ』（関西テレビ）の企画で島田紳助がプロデュースし、紳助が詞を、高原兄（元アラジン）が曲を提供した演歌。
元々は、当時とんねるずの番組スタッフで結成された「野猿」がヒットしたこともあり、紳助の友人たちで作ったコーラスユニット「廣部吉行と六甲アイランズ」に提供した楽曲だった。同ユニットのメンバーには紳助のバイクチームのライダー・千石清一をはじめ、日本旅行支店長、南海部品課長、中古車販売会社社長などがいた。番組では1000枚売れなかったら即刻解散、ということでCDを発売したが、瞬時に完売したため、500枚を増刷した。それもハイペースで売れていったため、200枚を売った時点で販売を止め、残った300枚を1000枚の残りという事にし「700枚しか売れなかったので解散」と理由づけた。
島谷のシングルは、オリコンの演歌チャートで初登場1位となった。デビュー曲での同チャート初登場1位は、1986年の城之内早苗「あじさい橋」、1998年の中澤裕子（中澤ゆうこ名義）「カラスの女房」に続いて3作目となるが、前の二人はアイドルグループとしての前歴があり、純粋な新人は島谷が初めてである。シングルの発売当時、『水曜どうでしょう』（HTB）のエンディングにて、不特定の（多くの曲の中の）1曲として流された事があった。
デビュー曲として島谷の原点となる曲であり、それゆえ島谷はよく大阪出身と間違えられたという。長らくアルバム未収録で、シングルも廃盤になり入手困難となっていたが、2013年にリリースされた島谷のベストアルバム『15th Anniversary SUPER BEST』の初回生産限定盤に初収録された。また長らく島谷のライブで歌われることも無かったが、2013年6月17日、「デビュー15周年前夜祭ツアー」の大阪公演（ビルボード大阪）でポップス転向後初めて歌われ、同年7月7日、同ツアーの厳島神社公演で再度歌われた。島谷は「この曲が似合う年頃になったんだなと思うと感慨深いです」と笑った。

## 収録曲
1. 大阪の女
作詞：島田紳助　作曲：高原兄　編曲：宮崎慎二
2. 風の街
作詞・作曲：南郷孝　編曲：宮崎慎二
3. 大阪の女（オリジナルカラオケ）
4. 風の街（オリジナルカラオケ）